# Ingliste
Koordinaten: 59° 1′ N, 24° 57′ O

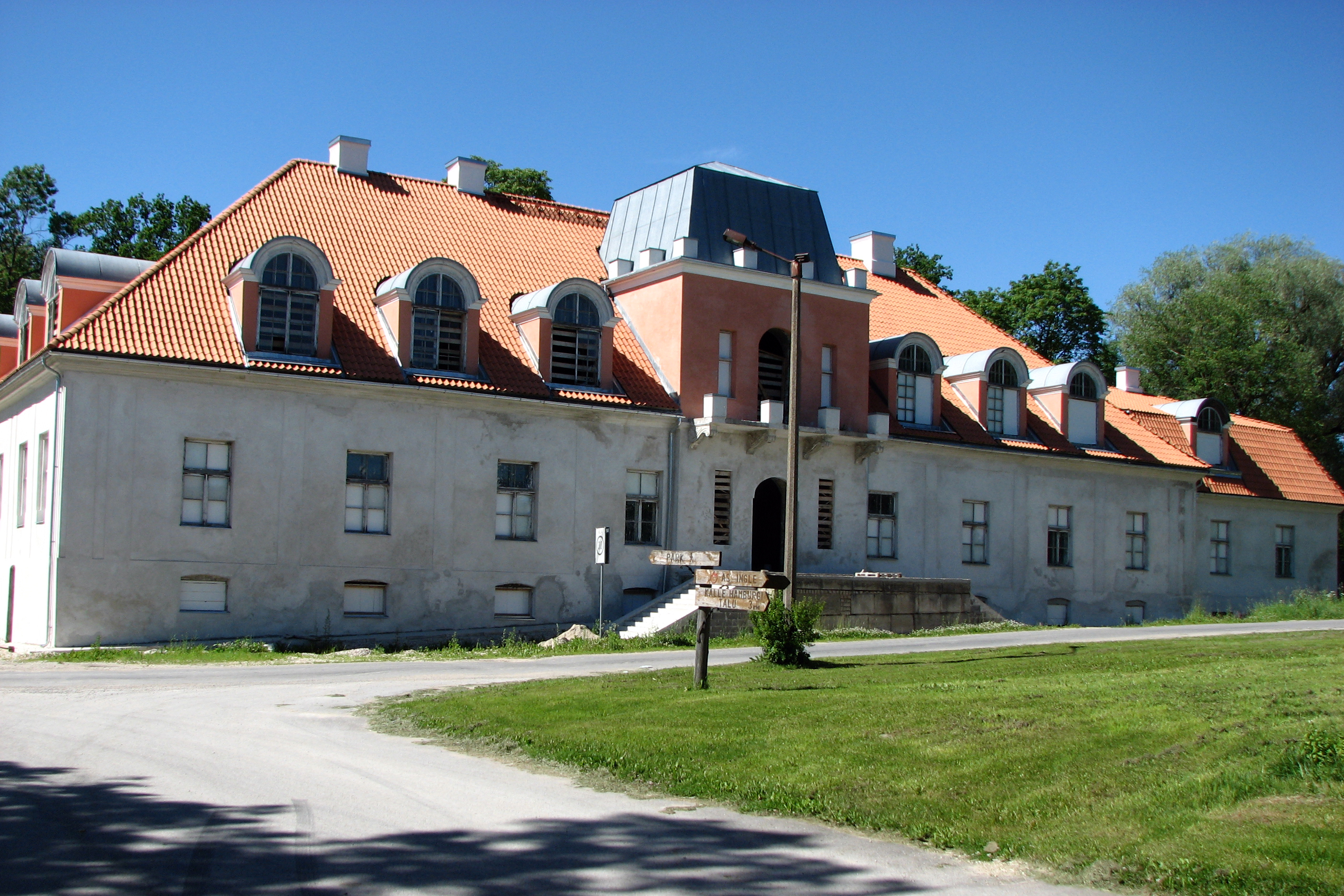
Gutshaus von Ingliste. Aufnahme von 2010.

Ingliste (deutsch Haehl) ist ein Dorf (estnisch küla) in der Landgemeinde Kehtna (Kehtna vald). Es liegt im Kreis Rapla (Ost-Wierland) in Estland.

## Beschreibung und Geschichte
Das Dorf hat 230 Einwohner (Stand 1. Januar 2011). Es liegt acht Kilometer von der Stadt Rapla (Rappel) entfernt am Oberlauf des Keila-Flusses (Keila jõgi).

## Gut von Ingliste
Das historische Gut von Ingliste wurde erstmals 1526 urkundlich erwähnt. Das Herrenhaus befindet sich inmitten eines Parks am Ufer des Keila-Flusses. Es wurde ursprünglich im 18. Jahrhundert errichtet. Die Gewölbekeller stammen noch aus dem Mittelalter.
Von 1724 bis zur Enteignung im Zuge der estnischen Landreform 1919 stand das Gut im Eigentum der adligen deutschbaltischen Familie Staal.
Besonders der Gutsherr Carl Friedrich von Staal (1721–1789) ließ das Herrenhaus ab der Mitte des 18. Jahrhunderts ausbauen. Ingliste war unter anderem für seine reichhaltigen Tischlerarbeiten aus den 1770er und 1780er Jahren berühmt. Sie sind wahrscheinlich die Arbeiten des aus Juuru stammenden Meisters Johan Christian Schönrock. Auffallend am Herrenhaus war der barocke Turmhelm über dem Hauptportal, der um 1750 entstand. Er war der einzige seiner Art in Estland.
Ernst von Staal ließ 1796 den Saal im Westflügel ergänzen. Ende des 19. Jahrhunderts wurde die breite Steinterrasse im Stil des Historismus an der Rückseite des Gebäudes vollendet und das Gut um Nebengebäude vergrößert. Im Park ließen die Eigentümer kleine Pavillons und Brückchen errichten. Erhalten sind heute neben dem Herrenhaus die Schnapsbrennerei, das Verwalterhaus, eine Wassermühle, das Kutschenhaus sowie einige Ställe.
Zwei schwere Brände während der Revolution 1905 und 1984 haben das Gebäude stark in Mitleidenschaft gezogen. Dabei gingen die prunkvolle barocke Inneneinrichtung und das Stuckdekor größtenteils verloren.
Das renovierte Herrenhaus befindet sich heute in Privatbesitz. Etwas davon entfernt befindet sich der ehemalige Privatfriedhof der Familie von Staal. Er ist heute in schlechtem Zustand und weitgehend überwuchert.

## Söhne und Töchter des Ortes
- Carl Friedrich von Staal (1721–1789), Großgrundbesitzer, russischer Brigadier im Dienst Katharina II.
- Georg von Staal (1777–1862), russischer Generalmajor